# Heinz Brandt (Politiker)
Heinz Brandt (* 16. August 1909 in Posen; † 8. Januar 1986 in Frankfurt am Main) war im kommunistischer Widerständler gegen den Nationalsozialismus, Funktionär der SED, politischer Häftling in der DDR und 1979 Gründungsmitglied der Partei Die Grünen.

## Leben

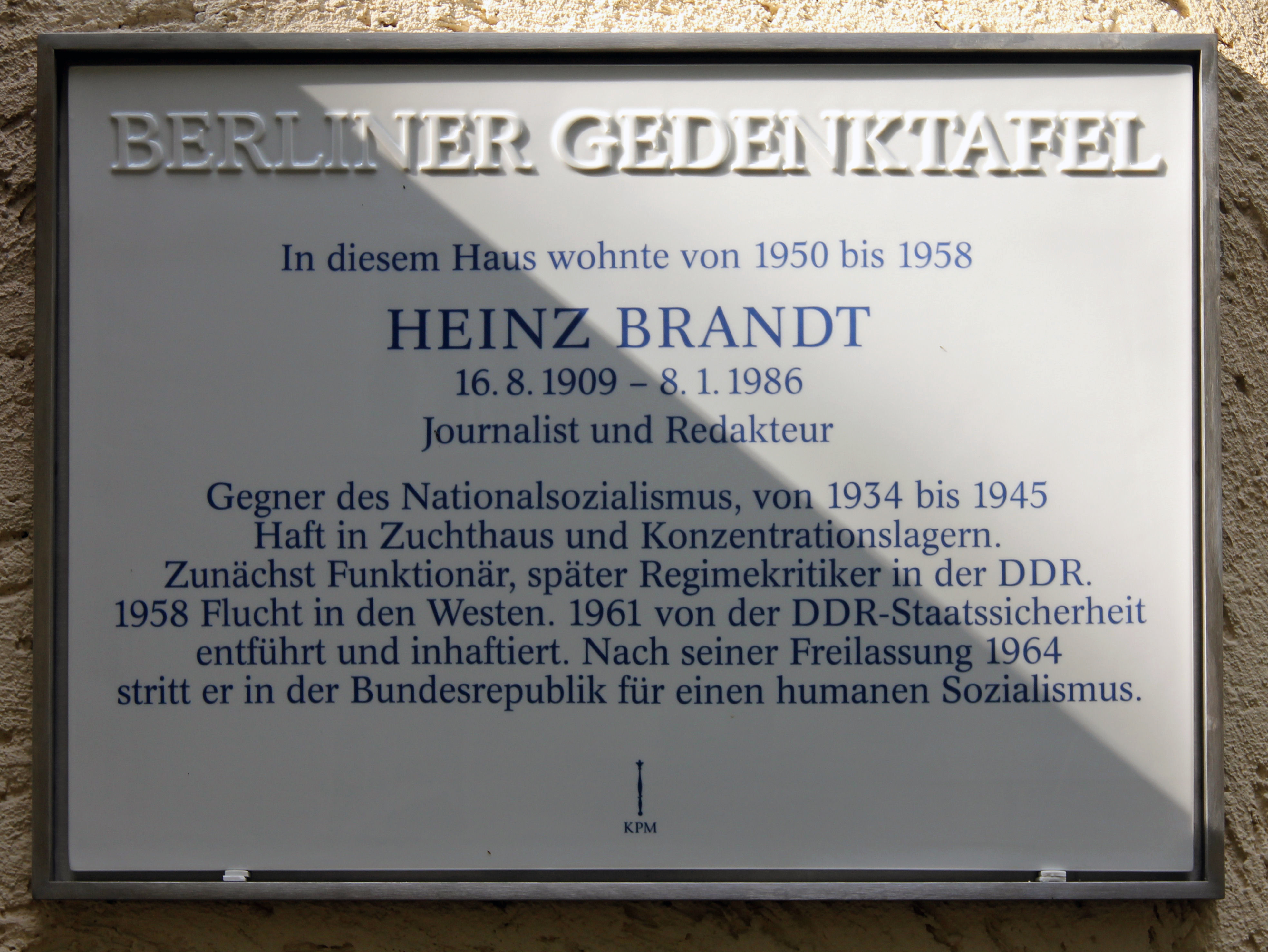
Berliner Gedenktafel am Haus, Neumannstraße 50, in Berlin-Pankow

Der Sohn einer jüdischen Posener Familie studierte Volkswirtschaft in Berlin und gehörte der Kommunistischen Studentenfraktion (KoStuFra) an. 1931 trat er der KPD bei, wo er zur innerparteilichen Oppositionsströmung der sogenannten Versöhnler gehörte. 1933 nach der Machtübernahme durch die NSDAP gab er die illegale kommunistische Betriebszeitung Siemens-Lautsprecher mit heraus. 1934 wurde er zu sechs Jahren Zuchthaus verurteilt, nach deren Verbüßung wurde er 1940 in das KZ Sachsenhausen überstellt. Von dort wurde er 1942 ins KZ Auschwitz verlegt. Im KZ Auschwitz beteiligte sich Brandt an der Dokumentierung des Vernichtungsprozesses; die Unterlagen konnten später aus dem Lager herausgeschmuggelt werden und gelangten so in die Hände der Alliierten. Nach der „Evakuierung“ des KZ Auschwitz im Januar 1945 wurde Brandt in das KZ Buchenwald verbracht und erlebte dort die Befreiung.
Brandt gelangte nach Berlin und bekam eine Anstellung bei der Stadtverwaltung als Mitarbeiter des unter der Leitung von Karl Raddatz stehenden Hauptausschusses Opfer des Faschismus. Ende 1945 wurde er Abteilungsleiter für Pressearbeit bei der KPD in Berlin und nach der Zwangsvereinigung der SPD mit der KPD für die SED. 1949/50 besuchte er die Parteihochschule „Karl Marx“ und wurde anschließend Sekretär der SED-Bezirksleitung Berlin, zuständig für Propaganda (Schulung) und später für Agitation.
Während des Streiks am 16. Juni 1953 erwirkte Brandt eine Herabsetzung der hohen Arbeitsnormen, die im Zuge des „Neuen Kurses“ der SED nicht herabgesetzt waren. Während des Aufstandes vom 17. Juni 1953 versuchte Brandt, die Demonstrationen zu kanalisieren, da er sie als Tragödie empfand: Der vorher eingeleitete Neue Kurs der SED war gefährdet, Walter Ulbrichts Machtposition erneut gestärkt. Im Zuge der Zaisser-Herrnstadt-Affäre wurde er von seinem Posten als Sekretär im August 1953 entbunden und erneut als Abteilungsleiter für die Westberlin-Arbeit der SED eingesetzt. Am 4. August 1954 erhielt er eine strenge Rüge wegen „unmoralischen Verhaltens“ und ein Jahr Funktionsverbot. Er wurde zu einem Verlag versetzt.
1956 nahm Brandt über alte Bekannte im Westen Verbindung mit dem Ostbüro der SPD auf. Bis zu seiner Flucht 1958 berichtete er über oppositionelle Strömungen in der DDR, die er durch die Zusammenarbeit mit dem Ostbüro der SPD stärken wollte. Nach dem XX. Parteitag der KPdSU konnte Brandt nach Moskau reisen, um dort das Schicksal seiner Geschwister zu erkunden. Er erfuhr, dass sein Bruder den Stalinschen Säuberungen zum Opfer gefallen und seine Schwester nach Sibirien verbannt worden war. Im September 1958 floh Brandt in die Bundesrepublik, da er eine Verhaftung zu befürchten hatte. Er fand eine Anstellung als Redakteur beim IG-Metall-Organ Metall.
Im Oktober 1960 bekam die inoffizielle Mitarbeiterin des MfS der DDR, Anna Wessel, den Auftrag, an Brandts Entführung mitzuwirken. Ein Kollege von Brandt, der ebenfalls heimlich für das MfS arbeitete, arrangierte, dass sich Wessel und Brandt in einer Kneipe kennenlernten. Wessel stellte sich dabei als Eva Walter vor. Anschließend umgarnte sie ihn und schickte ihm Briefe. Am 16. Juni 1961 reiste Brandt nach West-Berlin, traf Wessel in einem Café und begleitete sie anschließend in ihre Wohnung in Berlin-Steglitz. Dort mischte sie ihm Betäubungsmittel in seinen Whisky, worauf er beim Verlassen der Wohnung zusammenbrach. Auf der Straße wartende MfS-Angehörige entführten ihn bewusstlos nach Ost-Berlin. Es soll mehrere Tage gedauert haben, bis sich Brandt von den Wirkungen des Betäubungsmittels erholt hatte. Später äußerte er in einem Interview:

„Ich wurde dann von den Staatssicherheitsleuten in Ostberlin erwartet, und die drangen auf mich ein, ich sollte erklären, ich sei freiwillig gekommen, angewidert von den Kriegsvorbereitungen in der Bundesrepublik. Offenbar wollten sie mich als Kronzeugen missbrauchen für die Notwendigkeiten des Mauerbaus.“

Nach rund einjähriger Isolationshaft und Verhören in der Untersuchungshaftanstalt Berlin-Hohenschönhausen wurde er 1962 wegen „schwerer Spionage in Tateinheit mit staatsgefährdender Propaganda und Hetze im schweren Fall“ zu 13 Jahren Zuchthaus verurteilt. Es folgten zwei Jahre Haft in der Sonderhaftanstalt Bautzen II. Eine weltweite Kampagne der IG Metall, von Linkssozialisten, Amnesty International und Bertrand Russell führte 1964 zu seiner Freilassung. Nach der Rückkehr in die Bundesrepublik stritt Brandt für einen humanen Sozialismus. Ein enger Kontakt bestand zu seinem Großcousin Erich Fromm. Beide betonten die Notwendigkeit einer moralischen Linken, die überall gegen Unterdrückung und Entrechtung eintritt.
Auf dem Bundeskongress 1968 wurde Brandt in den Vorstand des Verbands der Kriegsdienstverweigerer gewählt.
Als IG-Metall-Redakteur hatte Brandt eine gewisse Diskursmacht in den späten 1960er Jahren und den 1970er Jahren. Allerdings verhielt er sich weitgehend organisationsloyal, erst nach seiner Pensionierung 1974 agierte Brandt sehr offen in der sozialistischen Linken. 1977 kritisierte Brandt die Pro-Atomkrafthaltung vieler Gewerkschafter und gründete gemeinsam mit anderen DGB-Mitgliedern die gewerkschaftliche Anti-Atomkraft-Initiative Aktionskreis Leben, was ihm ein Ausschlussverfahren seitens des IGM-Vorstandes einbrachte, welches jedoch schnell – auch bedingt durch eine breite innergewerkschaftliche Solidaritätskampagne – eingestellt wurde.
Zusammen mit seinem Freund Rudi Dutschke beteiligte sich Brandt an dem langen Gründungsprozess der Grünen. Er hoffte, in einer breiten Sammlungspartei eine ökologische Katastrophe zu verhindern. Nachdem diese Vorstellungen jedoch gescheitert waren, trat Brandt aus den Grünen wieder aus. Er verstand sich als unabhängiger Marxist, der die Linke kritisierte, vor allem bezüglich einer zu positiven Bewertung der Sowjetunion.
Brandts politische Position in seinen letzten Lebensjahren kommt in einem Brief zum Ausdruck, den er am 5. Juli 1984 an die Humanistische Union, Landesverband Berlin, richtete: „Wer nicht allüberall vorbehaltlos für Menschenrechte und Menschenwürde, unsere verfaßten Grundrechte und bürgerlichen Freiheiten, für Freiheit und Demokratie überhaupt eintritt, ist auch kein glaubwürdiger Anti-Nationalsozialist, schon gar nicht ein besonders radikaler (möge er sich auch noch so heftig als ‚Anti-Faschist‘ bezeichnen, was Schlimmes ahnen läßt).“

## Schriften
- Ein Traum, der nicht entführbar ist. Mein Weg zwischen Ost und West. List, München 1967 (später: Fischer, Frankfurt am Main 1985)
  - Ein Traum, der nicht entführbar ist. Leben für einen humanen Sozialismus. Autonomie und Chaos, Leipzig/Berlin 2022, ISBN 978-3-945980-68-2 PDF

## Ehrungen
- Im Dezember 1984 verlieh ihm die Universität Osnabrück die Ehrendoktorwürde.
- Nach ihm benannt ist die Heinz-Brandt-Schule, eine Sekundarschule in Berlin-Weißensee.[5]
- Eine Straße, die 2005/2006 auf dem früheren Mauerstreifen am Rande des Pankower Gewerbegebietes PankowPark eingerichtet wurde, erhielt seinen Namen.
- Am 16. August 2019 wurde an seinem ehemaligen Wohnort, Berlin-Pankow, Neumannstraße 50, eine Berliner Gedenktafel enthüllt.